# 东风高级中学
东风高级中学，简称东高、东风一中，是位于湖北省十堰市的一所省级重点中学和示范中学，其前身是中国第二汽车制造厂附属的子弟学校二汽一中，创立于1978年。

## 文化

### 校训
东风高中的校训是：
|  | 砺志 励学 立德 立人 |

## 校园
东风高中所在的十堰市地处湖北省西北部秦岭山脉和大巴山交错的地带，城区完全为山地。学校处于公园路田沟巷北端，背靠四方山自然保护区，校园随地形逐级升高。

### 自然环境
东风高中位于城区北侧田沟巷的山谷中，绿化率超过50%，校园含山蓄水，草木繁盛，因四面环山亦远离噪音。插入教学区的山体被改造成校内公园，其间筑有仿古亭台，可供师生休憩散心，自然条件非常优越。
|  |  |  |  |

2010年后因为新建宿舍区和周围地产开发，学校的自然环境开始遭到一定破坏。

### 建筑

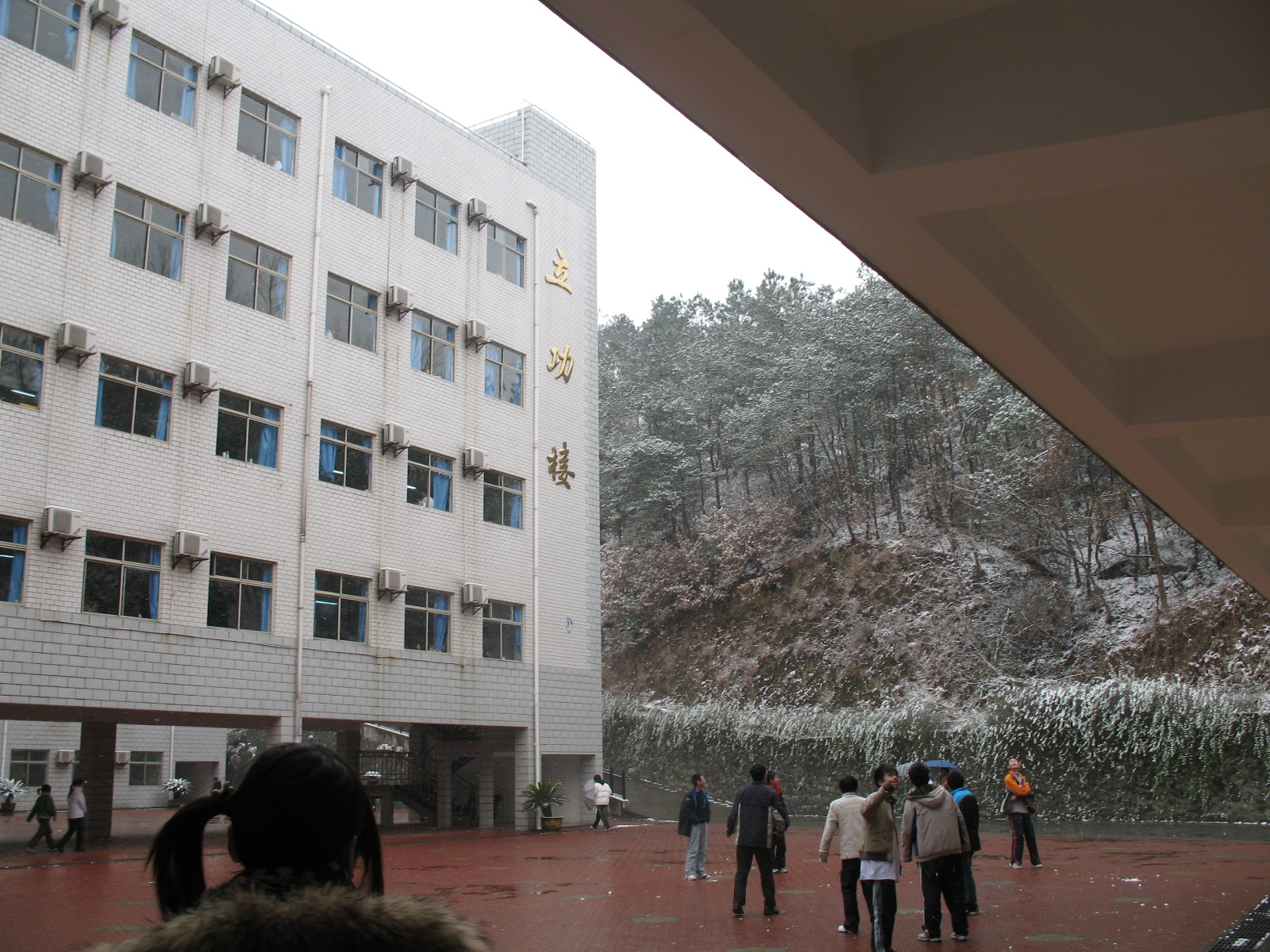
立功楼

教学楼
- 立德楼：高一年级教学楼。
- 立功楼：高二年级教学楼。
- 立言楼：高三年级教学楼。
- 立心楼：实验室、图书馆、琴房、天文台。

办公楼
- 立人楼
- 立本楼：体育组办公室。

宿舍
- 立品楼：男生宿舍。
- 立行楼：男生宿舍。
- 立仪楼：女生宿舍。